# Tajia zangzu xiang
Tajia zangzu xiang är en socken i Kina. Den ligger i provinsen Qinghai, i den nordvästra delen av landet, omkring 110 kilometer sydost om provinshuvudstaden Xining. Antalet invånare är 3 938. Befolkningen består av 1 939 kvinnor och 1 999 män. Barn under 15 år utgör 24,0 %, vuxna 15-64 år 68 %, och äldre över 65 år 7,0 %.
Runt Tajia är det ganska tätbefolkat, med 70 invånare per kvadratkilometer. Närmaste större samhälle är Shixiang, 17,6 km sydväst om Tajia. Trakten runt Tajia består i huvudsak av gräsmarker.
Genomsnittlig årsnederbörd är 550 millimeter. Den regnigaste månaden är juli, med i genomsnitt 136 mm nederbörd, och den torraste är december, med 2 mm nederbörd.